# Basitonie
Unter Basitonie versteht man die Förderung der Knospengröße an der Basis von Jahrestrieben. Dies resultiert in einem stärkeren Seitentriebwachstum an der Triebbasis. Basitonie ist typisch für Sträucher und ausdauernde krautige Pflanzen. Durch die üblicherweise jährliche Neubildung von Sprossen aus bodennahen Knospen wird der Aufbau des Strauches gebildet.
Gegensätze zur Basitonie sind die Akrotonie (die Förderung von Knospen an den Spitzen von Jahrestrieben, was für Bäume typisch ist) und die Mesotonie (Förderung und Verzweigung der Triebe im mittleren Bereich, charakteristisch für bestimmte Sträucher).
Der Ausdruck basiton wurde zuerst von Karl Göbel 1928 für die Förderung des Blattwachstums im unteren Teil eingeführt, später hat er ihn auch für Blütenstände verwendet.